# Gemet
Een gemet (uitspraakⓘ) is een oude oppervlaktemaat. Eén gemet mat doorgaans 300 roeden (of 3 lijnen), ongeveer 4400 à 4500 vierkante meter.
De maat is waarschijnlijk gelijk aan de oppervlakte van het zaailand dat een koppel paarden kan omploegen tussen zonsopgang en zonsondergang. Dit is een gemiddelde, omdat het land dat bewerkt moest worden ook zwaarder of lichter kon zijn voor een paard. Met deze oorspronkelijke groottebepaling is de gemet vergelijkbaar met de in Angelsaksische landen veelgebruikte acre, zij het dat daar het werk van een os per dag ten grondslag aan de maat ligt. De internationale acre heeft een oppervlakte van net geen 4047 m².
De morgen, die in andere gewesten gebruikt werd, was doorgaans dubbel zo groot als een gemet.

## Streekgebonden verschillen
Er zijn verschillende maten bekend:
- Bloois gemet is 3924 m² (in Zeeland Bewestenschelde uitgezonderd de polders van na 1600, en op Tholen)
- Brugs gemet is 4423,68 m²
- Burggraafschap Gent heeft een gemet van 4455,99 m²
- Dendermondse heerlijkheid heeft een gemet van 3348,94 m²
- Graafschap Aalst heeft een gemet van 3074,56 m²
- Kasselrij Ieper heeft een gemet van 4409,87 m²
- Kasselrij Oudenaarde heeft een gemet van 3251,17 m²
- Kasselrij Veurne[1] heeft een gemet van 4544,3 m²
- Kasselrij Oudburg en Land van Waas heeft een gemet van 4456,4573 m² (300 roeden van 14,854858 m²)
- Kortrijks gemet is 4428 m². Uitzonderlijk gingen er 500 (vierkante) Kortrijkse roedes in één gemet. Dit omdat een Kortrijkse roede een stuk kleiner was dan de andere.
- Puttens gemet is 4945 m²
- Rijnlands gemet is 4259 m²
- Schouws gemet is 4168 m² (op Schouwen en in Zeeland Bewestenschelde in de polders van na 1600)
- Sommelsdijks gemet is 4051 m²
- Vlaams gemet is 4479 m²
- Voorns gemet is 4591 m²

In Dendermonde en Aalst, waar men met "grote" roedes van ongeveer 33 m² werkte, werd het gemet niet gebruikt. Daar gebruikte men eerder de "dagwand", wat overeen kwam met 100 (grote) roedes of ongeveer 3300 m².

## Verhoudingen met andere maten
- 1 Rijnlands gemet is 300 Rijnlandse roede van 12 voet per strekkende roede = 0,5 Rijnlandse morgen = 1 dagmaaiend = 3 hont = circa 4259 m².
- 1 Schouws gemet is 305 Schouwse roede.
- 1 Vlaams gemet is doorgaans 300 Vlaamse roeden.

## Toponymie
De naam gemet komt nog voor in de naam van het eiland Tiengemeten.